# 邆羅顛
邆羅顛，為唐朝六詔邆賧詔君主之一，是邆賧詔第四任君主，承襲皮羅邆，在位年期不明。
| 前任： 皮羅邆 | 唐朝六詔邆賧詔君主 | 繼任： 顛之 |